# When Men Betray (film fra 1918)
When Men Betray er en amerikansk stumfilm fra 1918 af Ivan Abramson.

## Medvirkende
- Gail Kane - Marion Edwards
- Robert Elliott - Raymond Edwards
- Sally Crute - Lucille Stanton
- Gertrude Braun - Florence Stanton
- Juliette Moore - Vivian Edwards
- Jack McLean - Bob Gardner
- Reid Hamilton - Dick Garden
- Dora Mills Adams - Mrs. Gardner
- Stuart Holmes - Frederick Burton
- Tallulah Bankhead - Alice Edwards
- Lillian Berse
- Hazel Washburn